# 穆斯塔因 (阿拔斯哈里發)
穆斯塔因（阿拉伯语：المستعين，836年—866年10月17日），阿拔斯王朝的第十二代哈里发（862年－866年在位）。836年出生，父亲是穆罕默德·本·穆阿台绥姆，第八代哈里发穆阿台绥姆的兒子。
862年继承堂弟孟台綏爾成为哈里发。穆斯塔因在位第二年，在小亞細亞北部發生拉拉卡翁托斯戰役，阿拔斯軍隊遭到拜占庭帝國擊敗。866年被堂弟穆阿台茲（孟台綏爾之弟）奪位。